# Chiesa di San Lorenzo Diacono e Martire (Dozza)
La chiesa di San Lorenzo Diacono e Martire è un luogo di culto cattolico di Dozza, nella Diocesi di Imola. Risale al XIV secolo.

## Storia

### Pieve di San Lorenzo in Piscerano
Una pieve con dedica a San Lorenzo nella località di Piscerano (la collina più vicina alla Rocca di Dozza) sembra esistesse già al tempo dei Carolingi e fu citata in un documento notarile nel 1019. Questo fa supporre che possa essere stata una delle prime nella diocesi di Imola.
Nel 1345 venne ricordata con la denominazione di Sabbioso, in riferimento al torrente vicino.
L'edificio venne descritto ancora nel XIV secolo con struttura muraria antica e con un soffitto in gesso. Nell'aula erano presenti due altari, uno dedicato al Santissimo Sacramento con pala raffigurante San Lorenzo e un secondo dedicato al Crocifisso, voluto da don Nicola Ronconi.
Nel 1574 l'edificio versava in un grave stato di abbandono e degrado e fu imposto il suo restauro. La facciata venne rivista, vi fu dipinto il nome di San Lorenzo e vennero create due finestre ad oculo per illuminare l'interno della navata.

### Moderna chiesa di San Lorenzo
Nella prima metà del XIX secolo l'edificio medievale fu oggetto di ricostruzione ed ampliamento.
Nel 1810, sotto la dominazione napoleonica, il territorio della chiesa divenne parte della zona amministrata da Imola. Con la Restaurazione ritornò sotto lo Stato Pontificio e fu inserita nella Legazione di Ravenna. Nel dicembre 1859 infine, dal punto di vista amministrativo civile, il territorio fu annesso alla Provincia di Bologna.
Nel biennio 1988-1989 è stata oggetto di un intervento di restauro conservativo.

## Descrizione
La chiesa è orientata verso est. La navata è unica, con volta. L'altar maggiore è dedicato a San Lorenzo; gli altri due alla Beata Vergine del Consiglio e al Crocifisso.
Nella sala sono conservati i dipinti Sant'Anna con Maria Bambina, della scuola dei Carracci, e una Madonna col Bambino e San Giovannino, che ricorda lo stile di Raffaello.